# Obnova po havárii (informatika)
Obnova po havárii, též Disaster recovery nebo zotavení po katastrofě, zahrnuje soubor zásad, nástrojů a postupů, které umožňují obnovení nebo pokračování provozu životně důležité technologické infrastruktury a systémů po přírodní nebo lidské katastrofické události. Termín se zaměřuje na IT nebo technologické systémy podporující kritické obchodní funkce, což je rozdíl od kontinuity podnikání, která zahrnuje zachování všech podstatných aspektů fungování podniku navzdory závažným incidentům a mimořádným událostem. Disaster recovery lze proto považovat za podmnožinu kontinuity podnikání, o které pojednává samostatný článek Business Continuity Management.

## Kontinuita IT služeb
Kontinuita IT služeb (IT Service Continuity, ITSC, součást BCM) zahrnuje plánování obnovy IT po havárii (Disaster Recovery Plan, DRP) a širší pojem plánování odolnosti informačních technologií. Zahrnuje také ty prvky IT infrastruktury a služeb, které se týkají komunikace, jako je hlasová telefonie a datová komunikace. Plán ITSC vychází z cílového bodu zotavení (Recovery Point Objective, RPO, poslední transakce) a cílové doby zotavení (Recovery Time Objective, RTO).

### Zásady budování záložních míst
Plánování záložních míst zahrnuje zajištění záložních webů pro horké či studené zálohy nebo i pohotovostní weby včetně potřebného hardwaru k zajištění kontinuity. Některé z těchto termínů definuje norma ITIL.

### RTO, cílový čas/doba zotavení
Cílový čas zotavení je plánovaná doba trvání a úrovně služeb, za/na kterou musí být obchodní proces po katastrofě nebo narušení obnoven, aby se zabránilo nepřijatelným důsledkům spojeným s přerušením kontinuity podnikání.

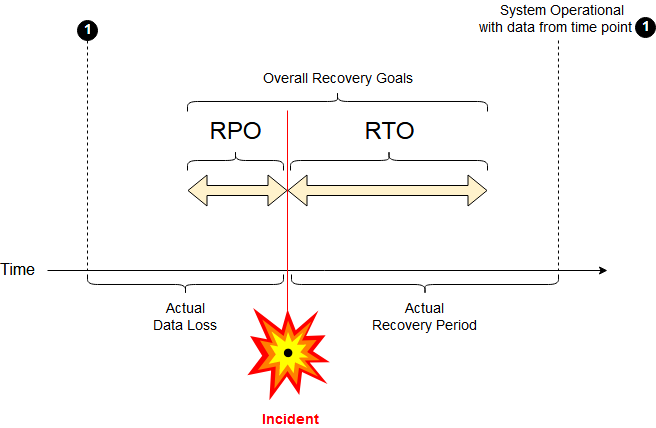
Schematické zobrazení pojmů cílový bod zotavení (RPO) a cílový čas zotavení (RTO). V tomto příkladu nebyly dohodnuté hodnoty RPO a RTO dodrženy.

V přijaté metodice plánování kontinuity provozu je RTO stanoven během analýzy dopadů na podnikání (BIA) vlastníkem procesu, včetně identifikace možností časových rámců pro alternativní nebo manuální řešení. Mohou být definovány metriky popisující limity přijatelného nebo „tolerovatelného“ výkonu ITSC, pokud jde o ztrátu času (RTO) vzhledem k normálnímu fungování obchodního procesu, a pokud jde o data ztracená nebo nezálohovaná během tohoto časového období (RPO).

### RPO, cílový bod obnovení/zotavení
Cílový bod obnovení je definován plánováním kontinuity provozu. Jedná se o nejdelší plánované období, během kterého mohla být data (transakce) ztracena z IT služby v důsledku závažného incidentu.
Pokud se RPO měří v minutách (nebo i v jednotkách hodin), pak je v praxi nutné neustále udržovat zrcadlené zálohy v jiné lokalitě, denní offsite zálohování na pásku nebude stačit.
Vztah k cílové době zotavení
Zotavení, které není okamžité (RTO), obnoví data / transakce za určité období (k bodu RPO) a udělá to, aniž by to způsobilo významné riziko nebo významné ztráty.
RPO určuje maximální časové období, za které mohly být poslední údaje v případě závažné události trvale ztraceny, ale není přímým měřítkem množství takových ztrát. Pokud je například plán BC „obnovení až do poslední dostupné zálohy“, pak RPO je maximální interval mezi takovou zálohou, která byla bezpečně uložena mimo web.
Analýza obchodních dopadů (BIA) se používá ke stanovení RPO pro každou službu a RPO není omezeno existujícím režimem zálohování. Pokud je vyžadována jakákoli úroveň přípravy dat mimo lokalitu, pak období, během kterého mohou být data ztracena, často začíná blízko času začátku práce na přípravě záloh, nikoli až v době, kdy jsou zálohy přemístěny mimo lokalitu.

### Body synchronizace dat
Přestože je bod synchronizace dat časovým bodem, musí obsahovat i správné načasování k provedení fyzické zálohy. Jedním z použitých přístupů je zastavení zpracování aktualizační fronty při vytváření diskové kopie. Záloha uvádí počáteční čas této operace kopírování, nikoli čas kdy jsou data kopírována na pásku nebo přenášena jinam.

### Jak hodnoty RTO a RPO ovlivňují návrh počítačového systému
RTO a RPO musí být vyvážené, s přihlédnutím k obchodním rizikům, spolu se všemi ostatními hlavními kritérii návrhu systému. RPO je vázáno na časy, kdy jsou zálohy odesílány mimo pracoviště. Odesílání synchronních kopií do offsite zrcadla způsobuje většinu nepředvídaných obtíží v této oblasti. Použití fyzické přepravy pro pásky (nebo jiná přemístitelná média) pohodlně pokrývá některé potřeby zálohování při relativně nízkých nákladech. Zotavení lze provést na předem určeném místě. Často se používají sdílené offsite prostory a hardware. U velkých objemů transakčních dat s vysokou hodnotou lze hardware rozdělit na dva nebo více webů. Rozdělení do různých geografických oblastí zvyšuje odolnost systému.

## Význam plánování obnovy po katastrofě
Poslední výzkumy podporují myšlenku, že zavedení ucelenějšího plánování před katastrofami je z dlouhodobého hlediska nákladově efektivnější. Každý dolar utracený za zmírnění rizika (jako je plán obnovy po katastrofě) ušetří společnosti 4 dolary v reakcích a nákladech na obnovu.
Vzhledem k tomu, že IT systémy se stávají stále důležitějšími pro hladký chod společnosti a pravděpodobně i pro ekonomiku jako celek, význam zajištění kontinuálního provozu těchto systémů a jejich rychlého zotavení roste. Například ze společností, které utrpěly velké ztráty obchodních dat, 43% firem již nikdy znovu neotevřelo a 29% ukončilo činnost do dvou let. V důsledku toho je třeba brát přípravu na pokračování provozu nebo obnovu systémů velmi vážně. To vyžaduje značné investice času a peněz s cílem minimalizovat ztráty v případě škodlivé události.